# Eletti alla Camera dei deputati nelle elezioni politiche italiane del 1972
Eletti alla Camera dei deputati alle elezioni politiche del 1972, suddivisi per circoscrizione elettorale.
| Collegio                                      | Lista                                         | Eletto                             |
| --------------------------------------------- | --------------------------------------------- | ---------------------------------- |
| Torino - Novara - Vercelli                    | Democrazia Cristiana                          | Oscar Luigi Scalfaro               |
| Torino - Novara - Vercelli                    | Democrazia Cristiana                          | Gian Aldo Arnaud                   |
| Torino - Novara - Vercelli                    | Democrazia Cristiana                          | Giuseppe Botta                     |
| Torino - Novara - Vercelli                    | Democrazia Cristiana                          | Carlo Donat-Cattin                 |
| Torino - Novara - Vercelli                    | Democrazia Cristiana                          | Carlo Stella                       |
| Torino - Novara - Vercelli                    | Democrazia Cristiana                          | Michele Zolla                      |
| Torino - Novara - Vercelli                    | Democrazia Cristiana                          | Maurizio Pensa                     |
| Torino - Novara - Vercelli                    | Democrazia Cristiana                          | Giuseppe Costamagna                |
| Torino - Novara - Vercelli                    | Democrazia Cristiana                          | Guido Bodrato                      |
| Torino - Novara - Vercelli                    | Democrazia Cristiana                          | Rolando Picchioni                  |
| Torino - Novara - Vercelli                    | Democrazia Cristiana                          | Alessandro Giordano                |
| Torino - Novara - Vercelli                    | Democrazia Cristiana                          | Carlo Borra                        |
| Torino - Novara - Vercelli                    | Partito Comunista Italiano                    | Gian Carlo Pajetta                 |
| Torino - Novara - Vercelli                    | Partito Comunista Italiano                    | Vito Damico                        |
| Torino - Novara - Vercelli                    | Partito Comunista Italiano                    | Mario Garbi                        |
| Torino - Novara - Vercelli                    | Partito Comunista Italiano                    | Ugo Spagnoli                       |
| Torino - Novara - Vercelli                    | Partito Comunista Italiano                    | Giovanni Furia                     |
| Torino - Novara - Vercelli                    | Partito Comunista Italiano                    | Alberto Todros                     |
| Torino - Novara - Vercelli                    | Partito Comunista Italiano                    | Eraldo Gastone                     |
| Torino - Novara - Vercelli                    | Partito Comunista Italiano                    | Mario Tamini                       |
| Torino - Novara - Vercelli                    | Partito Comunista Italiano                    | Carmen Casapieri                   |
| Torino - Novara - Vercelli                    | Partito Comunista Italiano                    | Tullio Benedetti                   |
| Torino - Novara - Vercelli                    | Partito Socialista Italiano                   | Francesco Froio                    |
| Torino - Novara - Vercelli                    | Partito Socialista Italiano                   | Paolo Battino Vittorelli           |
| Torino - Novara - Vercelli                    | Partito Socialista Italiano                   | Cornelio Masciadri                 |
| Torino - Novara - Vercelli                    | Partito Socialista Italiano                   | Maria Magnani Noya                 |
| Torino - Novara - Vercelli                    | Partito Liberale Italiano                     | Giuseppe Alpino                    |
| Torino - Novara - Vercelli                    | Partito Liberale Italiano                     | Vittore Catella                    |
| Torino - Novara - Vercelli                    | Partito Liberale Italiano                     | Renato Altissimo                   |
| Torino - Novara - Vercelli                    | Partito Socialista Democratico Italiano       | Franco Nicolazzi                   |
| Torino - Novara - Vercelli                    | Partito Socialista Democratico Italiano       | Terenzio Magliano                  |
| Torino - Novara - Vercelli                    | Movimento Sociale Italiano - Destra Nazionale | Tullio Abelli                      |
| Torino - Novara - Vercelli                    | Movimento Sociale Italiano - Destra Nazionale | Aldo Maina                         |
| Torino - Novara - Vercelli                    | Partito Repubblicano Italiano                 | Giorgio La Malfa                   |
| Cuneo - Asti - Alessandria                    | Democrazia Cristiana                          | Carlo Baldi                        |
| Cuneo - Asti - Alessandria                    | Democrazia Cristiana                          | Giuseppe Miroglio                  |
| Cuneo - Asti - Alessandria                    | Democrazia Cristiana                          | Francesco Vittorio Mazzola         |
| Cuneo - Asti - Alessandria                    | Democrazia Cristiana                          | Piero Luigi Gasco                  |
| Cuneo - Asti - Alessandria                    | Democrazia Cristiana                          | Giovanni Sisto                     |
| Cuneo - Asti - Alessandria                    | Democrazia Cristiana                          | Giovanni Traversa                  |
| Cuneo - Asti - Alessandria                    | Democrazia Cristiana                          | Francesco Sobrero                  |
| Cuneo - Asti - Alessandria                    | Partito Comunista Italiano                    | Bruno Fracchia                     |
| Cuneo - Asti - Alessandria                    | Partito Comunista Italiano                    | Aldo Mirate                        |
| Cuneo - Asti - Alessandria                    | Partito Comunista Italiano                    | Isacco Nahoum                      |
| Cuneo - Asti - Alessandria                    | Partito Socialista Italiano                   | Antonio Giolitti                   |
| Cuneo - Asti - Alessandria                    | Partito Socialista Italiano                   | Manlio Vineis                      |
| Cuneo - Asti - Alessandria                    | Partito Socialista Democratico Italiano       | Pier Luigi Romita                  |
| Cuneo - Asti - Alessandria                    | Partito Liberale Italiano                     | Vittorio Badini Confalonieri       |
| Genova - Imperia - La Spezia - Savona         | Democrazia Cristiana                          | Paolo Emilio Taviani               |
| Genova - Imperia - La Spezia - Savona         | Democrazia Cristiana                          | Roberto Lucifredi                  |
| Genova - Imperia - La Spezia - Savona         | Democrazia Cristiana                          | Francesco Cattanei                 |
| Genova - Imperia - La Spezia - Savona         | Democrazia Cristiana                          | Ines Boffardi                      |
| Genova - Imperia - La Spezia - Savona         | Democrazia Cristiana                          | Carlo Russo                        |
| Genova - Imperia - La Spezia - Savona         | Democrazia Cristiana                          | Aldo Amadeo                        |
| Genova - Imperia - La Spezia - Savona         | Democrazia Cristiana                          | Antonio Bodrito                    |
| Genova - Imperia - La Spezia - Savona         | Democrazia Cristiana                          | Emidio Revelli                     |
| Genova - Imperia - La Spezia - Savona         | Partito Comunista Italiano                    | Alessandro Natta                   |
| Genova - Imperia - La Spezia - Savona         | Partito Comunista Italiano                    | Sergio Ceravolo                    |
| Genova - Imperia - La Spezia - Savona         | Partito Comunista Italiano                    | Giorgio Bini                       |
| Genova - Imperia - La Spezia - Savona         | Partito Comunista Italiano                    | Giuseppe D'Alema                   |
| Genova - Imperia - La Spezia - Savona         | Partito Comunista Italiano                    | Pietro Gambolato                   |
| Genova - Imperia - La Spezia - Savona         | Partito Comunista Italiano                    | Francesco Dulbecco                 |
| Genova - Imperia - La Spezia - Savona         | Partito Comunista Italiano                    | Giuseppe Noberasco                 |
| Genova - Imperia - La Spezia - Savona         | Partito Socialista Italiano                   | Alessandro Pertini                 |
| Genova - Imperia - La Spezia - Savona         | Partito Socialista Italiano                   | Giuseppe Macchiavelli              |
| Genova - Imperia - La Spezia - Savona         | Partito Socialista Italiano                   | Antonio Enrico Canepa              |
| Genova - Imperia - La Spezia - Savona         | Movimento Sociale Italiano - Destra Nazionale | Cesco Baghino                      |
| Genova - Imperia - La Spezia - Savona         | Partito Liberale Italiano                     | Luigi Durand de la Penne           |
| Genova - Imperia - La Spezia - Savona         | Partito Socialista Democratico Italiano       | Alberto Bemporad                   |
| Genova - Imperia - La Spezia - Savona         | Partito Repubblicano Italiano                 | Giorgio Bogi                       |
| Milano - Pavia                                | Democrazia Cristiana                          | Vittorino Colombo                  |
| Milano - Pavia                                | Democrazia Cristiana                          | Carlo Sangalli                     |
| Milano - Pavia                                | Democrazia Cristiana                          | Giovanni Andreoni                  |
| Milano - Pavia                                | Democrazia Cristiana                          | Luigi Granelli                     |
| Milano - Pavia                                | Democrazia Cristiana                          | Mario Vaghi                        |
| Milano - Pavia                                | Democrazia Cristiana                          | Virginio Rognoni                   |
| Milano - Pavia                                | Democrazia Cristiana                          | Fortunato Bianchi                  |
| Milano - Pavia                                | Democrazia Cristiana                          | Mario Beccaria                     |
| Milano - Pavia                                | Democrazia Cristiana                          | Desiderio Maggioni                 |
| Milano - Pavia                                | Democrazia Cristiana                          | Egidio Carenini                    |
| Milano - Pavia                                | Democrazia Cristiana                          | Francesco Verga                    |
| Milano - Pavia                                | Democrazia Cristiana                          | Pierantonino Berté                 |
| Milano - Pavia                                | Democrazia Cristiana                          | Maria Luisa Cassanmagnago Cerretti |
| Milano - Pavia                                | Democrazia Cristiana                          | Roberto Mazzotta                   |
| Milano - Pavia                                | Democrazia Cristiana                          | Giannina Cattaneo Petrini          |
| Milano - Pavia                                | Democrazia Cristiana                          | Antonio Marzotto Caotorta          |
| Milano - Pavia                                | Partito Comunista Italiano                    | Luigi Longo                        |
| Milano - Pavia                                | Partito Comunista Italiano                    | Aldo Tortorella                    |
| Milano - Pavia                                | Partito Comunista Italiano                    | Marco Baccalini                    |
| Milano - Pavia                                | Partito Comunista Italiano                    | Giuseppe Carrà                     |
| Milano - Pavia                                | Partito Comunista Italiano                    | Alberto Malacugini                 |
| Milano - Pavia                                | Partito Comunista Italiano                    | Giorgio Milani                     |
| Milano - Pavia                                | Partito Comunista Italiano                    | Giuseppe Iperico                   |
| Milano - Pavia                                | Partito Comunista Italiano                    | Francesco Zoppetti                 |
| Milano - Pavia                                | Partito Comunista Italiano                    | Guido Venegoni                     |
| Milano - Pavia                                | Partito Comunista Italiano                    | Cecilia Chiovini Facchi            |
| Milano - Pavia                                | Partito Comunista Italiano                    | Roberto Baldassari                 |
| Milano - Pavia                                | Partito Comunista Italiano                    | Vittorio Korach                    |
| Milano - Pavia                                | Partito Socialista Italiano                   | Giovanni Mosca                     |
| Milano - Pavia                                | Partito Socialista Italiano                   | Bettino Craxi                      |
| Milano - Pavia                                | Partito Socialista Italiano                   | Riccardo Lombardi                  |
| Milano - Pavia                                | Partito Socialista Italiano                   | Michele Achilli                    |
| Milano - Pavia                                | Partito Socialista Italiano                   | Francesco Colucci                  |
| Milano - Pavia                                | Partito Socialista Italiano                   | Mario Artali                       |
| Milano - Pavia                                | Movimento Sociale Italiano - Destra Nazionale | Franco Servello                    |
| Milano - Pavia                                | Movimento Sociale Italiano - Destra Nazionale | Nicola Romeo                       |
| Milano - Pavia                                | Movimento Sociale Italiano - Destra Nazionale | Francesco Petronio                 |
| Milano - Pavia                                | Partito Liberale Italiano                     | Giovanni Malagodi                  |
| Milano - Pavia                                | Partito Liberale Italiano                     | Antonio Baslini                    |
| Milano - Pavia                                | Partito Liberale Italiano                     | Alberto Giomo                      |
| Milano - Pavia                                | Partito Socialista Democratico Italiano       | Renato Massari                     |
| Milano - Pavia                                | Partito Socialista Democratico Italiano       | Enrico Rizzi                       |
| Milano - Pavia                                | Partito Repubblicano Italiano                 | Pietro Bucalossi                   |
| Milano - Pavia                                | Partito Repubblicano Italiano                 | Antonio Del Pennino                |
| Como - Sondrio - Varese                       | Democrazia Cristiana                          | Luigi Borghi                       |
| Como - Sondrio - Varese                       | Democrazia Cristiana                          | Vittorio Calvetti                  |
| Como - Sondrio - Varese                       | Democrazia Cristiana                          | Gianfranco Aliverti                |
| Como - Sondrio - Varese                       | Democrazia Cristiana                          | Enzo Luraschi                      |
| Como - Sondrio - Varese                       | Democrazia Cristiana                          | Giuseppe Zamberletti               |
| Como - Sondrio - Varese                       | Democrazia Cristiana                          | Luigi Galli                        |
| Como - Sondrio - Varese                       | Democrazia Cristiana                          | Eugenio Tarabini                   |
| Como - Sondrio - Varese                       | Democrazia Cristiana                          | Italo Bellotti                     |
| Como - Sondrio - Varese                       | Democrazia Cristiana                          | Aristide Marchetti                 |
| Como - Sondrio - Varese                       | Partito Comunista Italiano                    | Claudio Donelli                    |
| Como - Sondrio - Varese                       | Partito Comunista Italiano                    | Vincenzo Corghi                    |
| Como - Sondrio - Varese                       | Partito Comunista Italiano                    | Maria Agostina Pellegatta          |
| Como - Sondrio - Varese                       | Partito Socialista Italiano                   | Libero Della Briotta               |
| Como - Sondrio - Varese                       | Partito Socialista Italiano                   | Cesare Bensi                       |
| Como - Sondrio - Varese                       | Partito Socialista Democratico Italiano       | Mauro Ferri                        |
| Como - Sondrio - Varese                       | Partito Liberale Italiano                     | Pietro Serrentino                  |
| Como - Sondrio - Varese                       | Movimento Sociale Italiano - Destra Nazionale | Giovanni Andrea Borromeo d'Adda    |
| Brescia - Bergamo                             | Democrazia Cristiana                          | Mario Pedini                       |
| Brescia - Bergamo                             | Democrazia Cristiana                          | Leandro Rampa                      |
| Brescia - Bergamo                             | Democrazia Cristiana                          | Aventino Frau                      |
| Brescia - Bergamo                             | Democrazia Cristiana                          | Filippo Maria Pandolfi             |
| Brescia - Bergamo                             | Democrazia Cristiana                          | Cesare Allegri                     |
| Brescia - Bergamo                             | Democrazia Cristiana                          | Pietro Padula                      |
| Brescia - Bergamo                             | Democrazia Cristiana                          | Franco Salvi                       |
| Brescia - Bergamo                             | Democrazia Cristiana                          | Gilberto Bonalumi                  |
| Brescia - Bergamo                             | Democrazia Cristiana                          | Rodolfo Vicentini                  |
| Brescia - Bergamo                             | Democrazia Cristiana                          | Angelo Castelli                    |
| Brescia - Bergamo                             | Democrazia Cristiana                          | Michele Capra                      |
| Brescia - Bergamo                             | Democrazia Cristiana                          | Giovanni Prandini                  |
| Brescia - Bergamo                             | Partito Comunista Italiano                    | Dolores Abbiati                    |
| Brescia - Bergamo                             | Partito Comunista Italiano                    | Adelio Terraroli                   |
| Brescia - Bergamo                             | Partito Comunista Italiano                    | Giuseppe Chiarante                 |
| Brescia - Bergamo                             | Partito Socialista Italiano                   | Gianni Savoldi                     |
| Brescia - Bergamo                             | Partito Socialista Italiano                   | Vincenzo Balzamo                   |
| Brescia - Bergamo                             | Partito Socialista Democratico Italiano       | Bruno Corti                        |
| Brescia - Bergamo                             | Movimento Sociale Italiano - Destra Nazionale | Mirko Tremaglia                    |
| Brescia - Bergamo                             | Partito Liberale Italiano                     | Fausto Samuele Quilleri            |
| Mantova - Cremona                             | Democrazia Cristiana                          | Ferdinando Truzzi                  |
| Mantova - Cremona                             | Democrazia Cristiana                          | Amos Zanibelli                     |
| Mantova - Cremona                             | Democrazia Cristiana                          | Giovanni Enrico Lombardi           |
| Mantova - Cremona                             | Democrazia Cristiana                          | Bruno Vincenzi                     |
| Mantova - Cremona                             | Partito Comunista Italiano                    | Mario Bardelli                     |
| Mantova - Cremona                             | Partito Comunista Italiano                    | Renato Sandri                      |
| Mantova - Cremona                             | Partito Comunista Italiano                    | Antonio Caruso                     |
| Mantova - Cremona                             | Partito Socialista Italiano                   | Renzo Zaffanella                   |
| Trento - Bolzano                              | Democrazia Cristiana                          | Flaminio Piccoli                   |
| Trento - Bolzano                              | Democrazia Cristiana                          | Ferruccio Pisoni                   |
| Trento - Bolzano                              | Democrazia Cristiana                          | Alcide Berloffa                    |
| Trento - Bolzano                              | Democrazia Cristiana                          | Maurizio Monti                     |
| Trento - Bolzano                              | Democrazia Cristiana                          | Giorgio Postal                     |
| Trento - Bolzano                              | Südtiroler Volkspartei                        | Roland Riz                         |
| Trento - Bolzano                              | Südtiroler Volkspartei                        | Karl Mitterdorfer                  |
| Trento - Bolzano                              | Südtiroler Volkspartei                        | Johann Hans Benedikter             |
| Trento - Bolzano                              | Partito Comunista Italiano                    | Sergio De Carneri                  |
| Trento - Bolzano                              | Partito Socialista Italiano                   | Renato Ballardini                  |
| Verona - Padova - Vicenza - Rovigo            | Democrazia Cristiana                          | Mariano Rumor                      |
| Verona - Padova - Vicenza - Rovigo            | Democrazia Cristiana                          | Antonio Bisaglia                   |
| Verona - Padova - Vicenza - Rovigo            | Democrazia Cristiana                          | Luigi Gui                          |
| Verona - Padova - Vicenza - Rovigo            | Democrazia Cristiana                          | Carlo Fracanzani                   |
| Verona - Padova - Vicenza - Rovigo            | Democrazia Cristiana                          | Renato Corà                        |
| Verona - Padova - Vicenza - Rovigo            | Democrazia Cristiana                          | Enzo Erminero                      |
| Verona - Padova - Vicenza - Rovigo            | Democrazia Cristiana                          | Luigi Girardin                     |
| Verona - Padova - Vicenza - Rovigo            | Democrazia Cristiana                          | Giovanni Fontana                   |
| Verona - Padova - Vicenza - Rovigo            | Democrazia Cristiana                          | Marcello Olivi                     |
| Verona - Padova - Vicenza - Rovigo            | Democrazia Cristiana                          | Amalia Miotti Carli                |
| Verona - Padova - Vicenza - Rovigo            | Democrazia Cristiana                          | Alessandro Canestrari              |
| Verona - Padova - Vicenza - Rovigo            | Democrazia Cristiana                          | Roberto Prearo                     |
| Verona - Padova - Vicenza - Rovigo            | Democrazia Cristiana                          | Giuseppe Dal Maso                  |
| Verona - Padova - Vicenza - Rovigo            | Democrazia Cristiana                          | Gabriele Sboarina                  |
| Verona - Padova - Vicenza - Rovigo            | Democrazia Cristiana                          | Giuseppe Balasso                   |
| Verona - Padova - Vicenza - Rovigo            | Democrazia Cristiana                          | Michelangelo Dall'Armellina        |
| Verona - Padova - Vicenza - Rovigo            | Democrazia Cristiana                          | Ferdinando Storchi                 |
| Verona - Padova - Vicenza - Rovigo            | Partito Comunista Italiano                    | Franco Busetto                     |
| Verona - Padova - Vicenza - Rovigo            | Partito Comunista Italiano                    | Mario Adriano Lavagnoli            |
| Verona - Padova - Vicenza - Rovigo            | Partito Comunista Italiano                    | Sergio Pellizzari                  |
| Verona - Padova - Vicenza - Rovigo            | Partito Comunista Italiano                    | Maruzza Astolfi                    |
| Verona - Padova - Vicenza - Rovigo            | Partito Socialista Italiano                   | Luigi Bertoldi                     |
| Verona - Padova - Vicenza - Rovigo            | Partito Socialista Italiano                   | Giorgio Guerrini                   |
| Verona - Padova - Vicenza - Rovigo            | Partito Socialista Democratico Italiano       | Gianmatteo Matteotti               |
| Verona - Padova - Vicenza - Rovigo            | Movimento Sociale Italiano - Destra Nazionale | Franco Franchi                     |
| Verona - Padova - Vicenza - Rovigo            | Partito Liberale Italiano                     | Mario Domenico Gerolimetto         |
| Verona - Padova - Vicenza - Rovigo            | Partito Repubblicano Italiano                 | Adolfo Battaglia                   |
| Venezia - Treviso                             | Democrazia Cristiana                          | Mario Ferrari Aggradi              |
| Venezia - Treviso                             | Democrazia Cristiana                          | Francesco Fabbri                   |
| Venezia - Treviso                             | Democrazia Cristiana                          | Primo Schiavoni                    |
| Venezia - Treviso                             | Democrazia Cristiana                          | Costante Degan                     |
| Venezia - Treviso                             | Democrazia Cristiana                          | Anselmo Boldrin                    |
| Venezia - Treviso                             | Democrazia Cristiana                          | Lino Innocenti                     |
| Venezia - Treviso                             | Democrazia Cristiana                          | Tina Anselmi                       |
| Venezia - Treviso                             | Democrazia Cristiana                          | Alfeo Zanini                       |
| Venezia - Treviso                             | Democrazia Cristiana                          | Domenico Sartor                    |
| Venezia - Treviso                             | Partito Comunista Italiano                    | Girolamo Federici                  |
| Venezia - Treviso                             | Partito Comunista Italiano                    | Giovanni Pellicani                 |
| Venezia - Treviso                             | Partito Comunista Italiano                    | Alessandro Tessari                 |
| Venezia - Treviso                             | Partito Comunista Italiano                    | Renato Ballarin                    |
| Venezia - Treviso                             | Partito Socialista Italiano                   | Dino Moro                          |
| Venezia - Treviso                             | Partito Socialista Italiano                   | Franco Concas                      |
| Venezia - Treviso                             | Partito Socialista Democratico Italiano       | Alessandro Reggiani                |
| Venezia - Treviso                             | Movimento Sociale Italiano - Destra Nazionale | Carlo Aristide Dal Sasso           |
| Venezia - Treviso                             | Partito Liberale Italiano                     | Massimo Alesi                      |
| Udine - Belluno - Gorizia - Pordenone         | Democrazia Cristiana                          | Arnaldo Armani                     |
| Udine - Belluno - Gorizia - Pordenone         | Democrazia Cristiana                          | Mario Fioret                       |
| Udine - Belluno - Gorizia - Pordenone         | Democrazia Cristiana                          | Piergiorgio Bressani               |
| Udine - Belluno - Gorizia - Pordenone         | Democrazia Cristiana                          | Giorgio Santuz                     |
| Udine - Belluno - Gorizia - Pordenone         | Democrazia Cristiana                          | Leandro Fusaro                     |
| Udine - Belluno - Gorizia - Pordenone         | Democrazia Cristiana                          | Gianfranco Orsini                  |
| Udine - Belluno - Gorizia - Pordenone         | Democrazia Cristiana                          | Mario Marocco                      |
| Udine - Belluno - Gorizia - Pordenone         | Partito Comunista Italiano                    | Mario Lizzero                      |
| Udine - Belluno - Gorizia - Pordenone         | Partito Comunista Italiano                    | Giovanni Bortot                    |
| Udine - Belluno - Gorizia - Pordenone         | Partito Comunista Italiano                    | Lorenzo Menichino                  |
| Udine - Belluno - Gorizia - Pordenone         | Partito Socialista Italiano                   | Loris Fortuna                      |
| Udine - Belluno - Gorizia - Pordenone         | Partito Socialista Italiano                   | Bruno Lepre                        |
| Udine - Belluno - Gorizia - Pordenone         | Partito Socialista Democratico Italiano       | Guido Ceccherini                   |
| Udine - Belluno - Gorizia - Pordenone         | Movimento Sociale Italiano - Destra Nazionale | Ferruccio De Michieli Vitturi      |
| Bologna - Ferrara - Ravenna - Forlì           | Partito Comunista Italiano                    | Arrigo Boldrini                    |
| Bologna - Ferrara - Ravenna - Forlì           | Partito Comunista Italiano                    | Peppino Aldovrandi                 |
| Bologna - Ferrara - Ravenna - Forlì           | Partito Comunista Italiano                    | Giovanni Buzzoni                   |
| Bologna - Ferrara - Ravenna - Forlì           | Partito Comunista Italiano                    | Giovanni Giadresco                 |
| Bologna - Ferrara - Ravenna - Forlì           | Partito Comunista Italiano                    | Veraldo Vespignani                 |
| Bologna - Ferrara - Ravenna - Forlì           | Partito Comunista Italiano                    | Renata Talassi Giorgi              |
| Bologna - Ferrara - Ravenna - Forlì           | Partito Comunista Italiano                    | Veniero Accreman                   |
| Bologna - Ferrara - Ravenna - Forlì           | Partito Comunista Italiano                    | Adriana Lodi Faustini Fustini      |
| Bologna - Ferrara - Ravenna - Forlì           | Partito Comunista Italiano                    | Eugenio Peggio                     |
| Bologna - Ferrara - Ravenna - Forlì           | Partito Comunista Italiano                    | Sergio Flamigni                    |
| Bologna - Ferrara - Ravenna - Forlì           | Partito Comunista Italiano                    | Giulietta Fibbi                    |
| Bologna - Ferrara - Ravenna - Forlì           | Partito Comunista Italiano                    | Giuseppe Venturoli                 |
| Bologna - Ferrara - Ravenna - Forlì           | Democrazia Cristiana                          | Giancarlo Tesini                   |
| Bologna - Ferrara - Ravenna - Forlì           | Democrazia Cristiana                          | Benigno Zaccagnini                 |
| Bologna - Ferrara - Ravenna - Forlì           | Democrazia Cristiana                          | Gino Mattarelli                    |
| Bologna - Ferrara - Ravenna - Forlì           | Democrazia Cristiana                          | Nino Cristofori                    |
| Bologna - Ferrara - Ravenna - Forlì           | Democrazia Cristiana                          | Giovanni Elkan                     |
| Bologna - Ferrara - Ravenna - Forlì           | Democrazia Cristiana                          | Angelo Salizzoni                   |
| Bologna - Ferrara - Ravenna - Forlì           | Democrazia Cristiana                          | Giovanni Bersani                   |
| Bologna - Ferrara - Ravenna - Forlì           | Partito Socialista Italiano                   | Stefano Servadei                   |
| Bologna - Ferrara - Ravenna - Forlì           | Partito Socialista Italiano                   | Alfredo Giovanardi                 |
| Bologna - Ferrara - Ravenna - Forlì           | Partito Socialista Democratico Italiano       | Luigi Preti                        |
| Bologna - Ferrara - Ravenna - Forlì           | Partito Socialista Democratico Italiano       | Anselmo Martoni                    |
| Bologna - Ferrara - Ravenna - Forlì           | Partito Repubblicano Italiano                 | Oddo Biasini                       |
| Bologna - Ferrara - Ravenna - Forlì           | Partito Repubblicano Italiano                 | Renato Ascari Raccagni             |
| Bologna - Ferrara - Ravenna - Forlì           | Movimento Sociale Italiano - Destra Nazionale | Pietro Cerullo                     |
| Bologna - Ferrara - Ravenna - Forlì           | Partito Liberale Italiano                     | Agostino Bignardi                  |
| Parma - Modena - Piacenza - Reggio Emilia     | Partito Comunista Italiano                    | Nilde Iotti                        |
| Parma - Modena - Piacenza - Reggio Emilia     | Partito Comunista Italiano                    | Rubes Triva                        |
| Parma - Modena - Piacenza - Reggio Emilia     | Partito Comunista Italiano                    | Renato Finelli                     |
| Parma - Modena - Piacenza - Reggio Emilia     | Partito Comunista Italiano                    | Alessandro Carri                   |
| Parma - Modena - Piacenza - Reggio Emilia     | Partito Comunista Italiano                    | Vincenzo Baldassi                  |
| Parma - Modena - Piacenza - Reggio Emilia     | Partito Comunista Italiano                    | Pier Giorgio Bottarelli            |
| Parma - Modena - Piacenza - Reggio Emilia     | Partito Comunista Italiano                    | Luciana Sgarbi Bompani             |
| Parma - Modena - Piacenza - Reggio Emilia     | Partito Comunista Italiano                    | Carlo Cerri                        |
| Parma - Modena - Piacenza - Reggio Emilia     | Partito Comunista Italiano                    | Decimo Martelli                    |
| Parma - Modena - Piacenza - Reggio Emilia     | Democrazia Cristiana                          | Franco Bortolani                   |
| Parma - Modena - Piacenza - Reggio Emilia     | Democrazia Cristiana                          | Pietro Micheli                     |
| Parma - Modena - Piacenza - Reggio Emilia     | Democrazia Cristiana                          | Danilo Morini                      |
| Parma - Modena - Piacenza - Reggio Emilia     | Democrazia Cristiana                          | Sergio Cuminetti                   |
| Parma - Modena - Piacenza - Reggio Emilia     | Democrazia Cristiana                          | Carlo Buzzi                        |
| Parma - Modena - Piacenza - Reggio Emilia     | Democrazia Cristiana                          | Ettore Lindner                     |
| Parma - Modena - Piacenza - Reggio Emilia     | Partito Socialista Italiano                   | Attilio Ferrari                    |
| Parma - Modena - Piacenza - Reggio Emilia     | Partito Socialista Italiano                   | Luigi Dino Felisetti               |
| Parma - Modena - Piacenza - Reggio Emilia     | Partito Socialista Democratico Italiano       | Giuseppe Amadei                    |
| Parma - Modena - Piacenza - Reggio Emilia     | Movimento Sociale Italiano - Destra Nazionale | Carlo Tassi                        |
| Parma - Modena - Piacenza - Reggio Emilia     | Partito Liberale Italiano                     | Alberto Ferioli                    |
| Firenze - Pistoia                             | Partito Comunista Italiano                    | Carlo Alberto Galluzzi             |
| Firenze - Pistoia                             | Partito Comunista Italiano                    | Adriana Fabbri Seroni              |
| Firenze - Pistoia                             | Partito Comunista Italiano                    | Roberto Marmugi                    |
| Firenze - Pistoia                             | Partito Comunista Italiano                    | Renato Monti                       |
| Firenze - Pistoia                             | Partito Comunista Italiano                    | Roberto Giovannini                 |
| Firenze - Pistoia                             | Partito Comunista Italiano                    | Sergio Tesi                        |
| Firenze - Pistoia                             | Partito Comunista Italiano                    | Cesarino Niccolai                  |
| Firenze - Pistoia                             | Partito Comunista Italiano                    | Marino Raicich                     |
| Firenze - Pistoia                             | Democrazia Cristiana                          | Piero Bargellini                   |
| Firenze - Pistoia                             | Democrazia Cristiana                          | Edoardo Speranza                   |
| Firenze - Pistoia                             | Democrazia Cristiana                          | Cesare Matteini                    |
| Firenze - Pistoia                             | Democrazia Cristiana                          | Luigi Caiazza                      |
| Firenze - Pistoia                             | Democrazia Cristiana                          | Sergio Pezzati                     |
| Firenze - Pistoia                             | Partito Socialista Italiano                   | Luigi Mariotti                     |
| Firenze - Pistoia                             | Movimento Sociale Italiano - Destra Nazionale | Gino Birindelli                    |
| Firenze - Pistoia                             | Partito Socialista Democratico Italiano       | Antonio Cariglia                   |
| Pisa - Livorno - Lucca - Massa-Carrara        | Partito Comunista Italiano                    | Aldo Arzilli                       |
| Pisa - Livorno - Lucca - Massa-Carrara        | Partito Comunista Italiano                    | Bruno Bernini                      |
| Pisa - Livorno - Lucca - Massa-Carrara        | Partito Comunista Italiano                    | Leonello Raffaelli                 |
| Pisa - Livorno - Lucca - Massa-Carrara        | Partito Comunista Italiano                    | Mauro Silvano Lombardi             |
| Pisa - Livorno - Lucca - Massa-Carrara        | Partito Comunista Italiano                    | Marcello Di Puccio                 |
| Pisa - Livorno - Lucca - Massa-Carrara        | Partito Comunista Italiano                    | Alfredo Bianchi                    |
| Pisa - Livorno - Lucca - Massa-Carrara        | Democrazia Cristiana                          | Loris Biagioni                     |
| Pisa - Livorno - Lucca - Massa-Carrara        | Democrazia Cristiana                          | Andrea Negrari                     |
| Pisa - Livorno - Lucca - Massa-Carrara        | Democrazia Cristiana                          | Maria Eletta Martini               |
| Pisa - Livorno - Lucca - Massa-Carrara        | Democrazia Cristiana                          | Primo Lucchesi                     |
| Pisa - Livorno - Lucca - Massa-Carrara        | Democrazia Cristiana                          | Gianfranco Merli                   |
| Pisa - Livorno - Lucca - Massa-Carrara        | Democrazia Cristiana                          | Enzo Meucci                        |
| Pisa - Livorno - Lucca - Massa-Carrara        | Democrazia Cristiana                          | Paolo Giusti                       |
| Pisa - Livorno - Lucca - Massa-Carrara        | Partito Socialista Italiano                   | Leonetto Amadei                    |
| Pisa - Livorno - Lucca - Massa-Carrara        | Movimento Sociale Italiano - Destra Nazionale | Giuseppe Niccolai                  |
| Pisa - Livorno - Lucca - Massa-Carrara        | Partito Socialista Democratico Italiano       | Enzo Poli                          |
| Pisa - Livorno - Lucca - Massa-Carrara        | Partito Repubblicano Italiano                 | Bruno Visentini                    |
| Siena - Arezzo - Grosseto                     | Partito Comunista Italiano                    | Fernando Di Giulio                 |
| Siena - Arezzo - Grosseto                     | Partito Comunista Italiano                    | Danilo Tani                        |
| Siena - Arezzo - Grosseto                     | Partito Comunista Italiano                    | Emo Bonifazi                       |
| Siena - Arezzo - Grosseto                     | Partito Comunista Italiano                    | Aurelio Ciacci                     |
| Siena - Arezzo - Grosseto                     | Partito Comunista Italiano                    | Ivo Faenzi                         |
| Siena - Arezzo - Grosseto                     | Democrazia Cristiana                          | Brunetto Bucciarelli-Ducci         |
| Siena - Arezzo - Grosseto                     | Democrazia Cristiana                          | Enea Piccinelli                    |
| Siena - Arezzo - Grosseto                     | Democrazia Cristiana                          | Martino Bardotti                   |
| Siena - Arezzo - Grosseto                     | Partito Socialista Italiano                   | Mario Ferri                        |
| Ancona - Pesaro - Macerata - Ascoli Piceno    | Democrazia Cristiana                          | Arnaldo Forlani                    |
| Ancona - Pesaro - Macerata - Ascoli Piceno    | Democrazia Cristiana                          | Franco Foschi                      |
| Ancona - Pesaro - Macerata - Ascoli Piceno    | Democrazia Cristiana                          | Danilo De' Cocci                   |
| Ancona - Pesaro - Macerata - Ascoli Piceno    | Democrazia Cristiana                          | Gianfranco Sabbatini               |
| Ancona - Pesaro - Macerata - Ascoli Piceno    | Democrazia Cristiana                          | Adriano Ciaffi                     |
| Ancona - Pesaro - Macerata - Ascoli Piceno    | Democrazia Cristiana                          | Albertino Castellucci              |
| Ancona - Pesaro - Macerata - Ascoli Piceno    | Democrazia Cristiana                          | Renato Tozzi Condivi               |
| Ancona - Pesaro - Macerata - Ascoli Piceno    | Partito Comunista Italiano                    | Luciano Barca                      |
| Ancona - Pesaro - Macerata - Ascoli Piceno    | Partito Comunista Italiano                    | Gianfilippo Benedetti              |
| Ancona - Pesaro - Macerata - Ascoli Piceno    | Partito Comunista Italiano                    | Renato Bastianelli                 |
| Ancona - Pesaro - Macerata - Ascoli Piceno    | Partito Comunista Italiano                    | Domenico Valori                    |
| Ancona - Pesaro - Macerata - Ascoli Piceno    | Partito Comunista Italiano                    | Giuliano De Laurentiis             |
| Ancona - Pesaro - Macerata - Ascoli Piceno    | Partito Comunista Italiano                    | Giorgio De Sabbata                 |
| Ancona - Pesaro - Macerata - Ascoli Piceno    | Partito Socialista Italiano                   | Artemio Strazzi                    |
| Ancona - Pesaro - Macerata - Ascoli Piceno    | Movimento Sociale Italiano - Destra Nazionale | Antonio Grilli                     |
| Ancona - Pesaro - Macerata - Ascoli Piceno    | Partito Socialista Democratico Italiano       | Flavio Orlandi                     |
| Ancona - Pesaro - Macerata - Ascoli Piceno    | Partito Repubblicano Italiano                 | Oronzo Reale                       |
| Perugia - Terni - Rieti                       | Partito Comunista Italiano                    | Luigi Anderlini                    |
| Perugia - Terni - Rieti                       | Partito Comunista Italiano                    | Mario Andrea Bartolini             |
| Perugia - Terni - Rieti                       | Partito Comunista Italiano                    | Lodovico Maschiella                |
| Perugia - Terni - Rieti                       | Partito Comunista Italiano                    | Fabio Maria Ciuffini               |
| Perugia - Terni - Rieti                       | Partito Comunista Italiano                    | Franco Coccia                      |
| Perugia - Terni - Rieti                       | Democrazia Cristiana                          | Franco Maria Malfatti              |
| Perugia - Terni - Rieti                       | Democrazia Cristiana                          | Filippo Micheli                    |
| Perugia - Terni - Rieti                       | Democrazia Cristiana                          | Luciano Radi                       |
| Perugia - Terni - Rieti                       | Democrazia Cristiana                          | Giorgio Spitella                   |
| Perugia - Terni - Rieti                       | Partito Socialista Italiano                   | Enrico Manca                       |
| Perugia - Terni - Rieti                       | Movimento Sociale Italiano - Destra Nazionale | Stefano Menicacci                  |
| Roma - Viterbo - Latina - Frosinone           | Democrazia Cristiana                          | Giulio Andreotti                   |
| Roma - Viterbo - Latina - Frosinone           | Democrazia Cristiana                          | Paolo Bonomi                       |
| Roma - Viterbo - Latina - Frosinone           | Democrazia Cristiana                          | Bartolo Ciccardini                 |
| Roma - Viterbo - Latina - Frosinone           | Democrazia Cristiana                          | Amerigo Petrucci                   |
| Roma - Viterbo - Latina - Frosinone           | Democrazia Cristiana                          | Giovanni Galloni                   |
| Roma - Viterbo - Latina - Frosinone           | Democrazia Cristiana                          | Carlo Felici                       |
| Roma - Viterbo - Latina - Frosinone           | Democrazia Cristiana                          | Franco Evangelisti                 |
| Roma - Viterbo - Latina - Frosinone           | Democrazia Cristiana                          | Paolo Cabras                       |
| Roma - Viterbo - Latina - Frosinone           | Democrazia Cristiana                          | Mauro Bubbico                      |
| Roma - Viterbo - Latina - Frosinone           | Democrazia Cristiana                          | Erminio Pennacchini                |
| Roma - Viterbo - Latina - Frosinone           | Democrazia Cristiana                          | Mario Gargano                      |
| Roma - Viterbo - Latina - Frosinone           | Democrazia Cristiana                          | Ruggero Villa                      |
| Roma - Viterbo - Latina - Frosinone           | Democrazia Cristiana                          | Enrico Medi                        |
| Roma - Viterbo - Latina - Frosinone           | Democrazia Cristiana                          | Guido Bernardi                     |
| Roma - Viterbo - Latina - Frosinone           | Democrazia Cristiana                          | Vittorio Cervone                   |
| Roma - Viterbo - Latina - Frosinone           | Democrazia Cristiana                          | Attilio Iozzelli                   |
| Roma - Viterbo - Latina - Frosinone           | Democrazia Cristiana                          | Marcello Simonacci                 |
| Roma - Viterbo - Latina - Frosinone           | Partito Comunista Italiano                    | Enrico Berlinguer                  |
| Roma - Viterbo - Latina - Frosinone           | Partito Comunista Italiano                    | Gabriele Giannantoni               |
| Roma - Viterbo - Latina - Frosinone           | Partito Comunista Italiano                    | Carla Capponi Bentivegna           |
| Roma - Viterbo - Latina - Frosinone           | Partito Comunista Italiano                    | Custode Fioriello                  |
| Roma - Viterbo - Latina - Frosinone           | Partito Comunista Italiano                    | Franco Assante                     |
| Roma - Viterbo - Latina - Frosinone           | Partito Comunista Italiano                    | Mario Pochetti                     |
| Roma - Viterbo - Latina - Frosinone           | Partito Comunista Italiano                    | Anna Maria Ciai Trivelli           |
| Roma - Viterbo - Latina - Frosinone           | Partito Comunista Italiano                    | Giuseppe Cittadini                 |
| Roma - Viterbo - Latina - Frosinone           | Partito Comunista Italiano                    | Aldo D'Alessio                     |
| Roma - Viterbo - Latina - Frosinone           | Partito Comunista Italiano                    | Antonello Trombadori               |
| Roma - Viterbo - Latina - Frosinone           | Partito Comunista Italiano                    | Ugo Vetere                         |
| Roma - Viterbo - Latina - Frosinone           | Partito Comunista Italiano                    | Gino Cesaroni                      |
| Roma - Viterbo - Latina - Frosinone           | Partito Comunista Italiano                    | Angelo La Bella                    |
| Roma - Viterbo - Latina - Frosinone           | Movimento Sociale Italiano - Destra Nazionale | Giorgio Almirante                  |
| Roma - Viterbo - Latina - Frosinone           | Movimento Sociale Italiano - Destra Nazionale | Pino Rauti                         |
| Roma - Viterbo - Latina - Frosinone           | Movimento Sociale Italiano - Destra Nazionale | Pino Romualdi                      |
| Roma - Viterbo - Latina - Frosinone           | Movimento Sociale Italiano - Destra Nazionale | Giovanni De Lorenzo                |
| Roma - Viterbo - Latina - Frosinone           | Movimento Sociale Italiano - Destra Nazionale | Giulio Caradonna                   |
| Roma - Viterbo - Latina - Frosinone           | Movimento Sociale Italiano - Destra Nazionale | Luigi Turchi                       |
| Roma - Viterbo - Latina - Frosinone           | Movimento Sociale Italiano - Destra Nazionale | Sandro Saccucci                    |
| Roma - Viterbo - Latina - Frosinone           | Partito Socialista Italiano                   | Aldo Venturini                     |
| Roma - Viterbo - Latina - Frosinone           | Partito Socialista Italiano                   | Mario Zagari                       |
| Roma - Viterbo - Latina - Frosinone           | Partito Socialista Italiano                   | Nevol Querci                       |
| Roma - Viterbo - Latina - Frosinone           | Partito Socialista Italiano                   | Ruggero Orlando                    |
| Roma - Viterbo - Latina - Frosinone           | Partito Socialista Democratico Italiano       | Mario Tanassi                      |
| Roma - Viterbo - Latina - Frosinone           | Partito Socialista Democratico Italiano       | Umberto Righetti                   |
| Roma - Viterbo - Latina - Frosinone           | Partito Socialista Democratico Italiano       | Gino Ippolito                      |
| Roma - Viterbo - Latina - Frosinone           | Partito Liberale Italiano                     | Aldo Bozzi                         |
| Roma - Viterbo - Latina - Frosinone           | Partito Liberale Italiano                     | Giuseppe Alessandrini              |
| Roma - Viterbo - Latina - Frosinone           | Partito Repubblicano Italiano                 | Ugo La Malfa                       |
| Roma - Viterbo - Latina - Frosinone           | Partito Repubblicano Italiano                 | Oscar Mammì                        |
| L'Aquila - Pescara - Chieti - Teramo          | Democrazia Cristiana                          | Lorenzo Natali                     |
| L'Aquila - Pescara - Chieti - Teramo          | Democrazia Cristiana                          | Remo Gaspari                       |
| L'Aquila - Pescara - Chieti - Teramo          | Democrazia Cristiana                          | Carlo Bottari                      |
| L'Aquila - Pescara - Chieti - Teramo          | Democrazia Cristiana                          | Antonio Del Duca                   |
| L'Aquila - Pescara - Chieti - Teramo          | Democrazia Cristiana                          | Alberto Aiardi                     |
| L'Aquila - Pescara - Chieti - Teramo          | Democrazia Cristiana                          | Natalino Di Giannantonio           |
| L'Aquila - Pescara - Chieti - Teramo          | Democrazia Cristiana                          | Nicola Bellisario                  |
| L'Aquila - Pescara - Chieti - Teramo          | Democrazia Cristiana                          | Antonio Mancini                    |
| L'Aquila - Pescara - Chieti - Teramo          | Partito Comunista Italiano                    | Federico Brini                     |
| L'Aquila - Pescara - Chieti - Teramo          | Partito Comunista Italiano                    | Attilio Esposto                    |
| L'Aquila - Pescara - Chieti - Teramo          | Partito Comunista Italiano                    | Vinicio Scipioni                   |
| L'Aquila - Pescara - Chieti - Teramo          | Partito Comunista Italiano                    | Tommaso Perantuono                 |
| L'Aquila - Pescara - Chieti - Teramo          | Movimento Sociale Italiano - Destra Nazionale | Raffaele Delfino                   |
| L'Aquila - Pescara - Chieti - Teramo          | Partito Socialista Italiano                   | Nello Mariani                      |
| L'Aquila - Pescara - Chieti - Teramo          | Partito Socialista Democratico Italiano       | Aldo Cetrullo                      |
| Campobasso - Isernia                          | Democrazia Cristiana                          | Giacomo Sedati                     |
| Campobasso - Isernia                          | Democrazia Cristiana                          | Lino Vitale                        |
| Campobasso - Isernia                          | Democrazia Cristiana                          | Bruno Vecchiarelli                 |
| Campobasso - Isernia                          | Partito Comunista Italiano                    | Giulio Tedeschi                    |
| Napoli - Caserta                              | Democrazia Cristiana                          | Manfredi Bosco                     |
| Napoli - Caserta                              | Democrazia Cristiana                          | Arcangelo Lobianco                 |
| Napoli - Caserta                              | Democrazia Cristiana                          | Antonio Gava                       |
| Napoli - Caserta                              | Democrazia Cristiana                          | Baldassare Armato                  |
| Napoli - Caserta                              | Democrazia Cristiana                          | Mauro Ianniello                    |
| Napoli - Caserta                              | Democrazia Cristiana                          | Vincenzo Scotti                    |
| Napoli - Caserta                              | Democrazia Cristiana                          | Elio Rosati                        |
| Napoli - Caserta                              | Democrazia Cristiana                          | Vincenzo Mancini                   |
| Napoli - Caserta                              | Democrazia Cristiana                          | Paolo Barbi                        |
| Napoli - Caserta                              | Democrazia Cristiana                          | Francesco Patriarca                |
| Napoli - Caserta                              | Democrazia Cristiana                          | Giuseppe Cortese                   |
| Napoli - Caserta                              | Democrazia Cristiana                          | Davide Barba                       |
| Napoli - Caserta                              | Democrazia Cristiana                          | Stefano Riccio                     |
| Napoli - Caserta                              | Democrazia Cristiana                          | Raffaele Allocca                   |
| Napoli - Caserta                              | Partito Comunista Italiano                    | Giorgio Napolitano                 |
| Napoli - Caserta                              | Partito Comunista Italiano                    | Egizio Sandomenico                 |
| Napoli - Caserta                              | Partito Comunista Italiano                    | Eirene Sbriziolo De Felice         |
| Napoli - Caserta                              | Partito Comunista Italiano                    | Giorgio Amendola                   |
| Napoli - Caserta                              | Partito Comunista Italiano                    | Domenico Conte                     |
| Napoli - Caserta                              | Partito Comunista Italiano                    | Luigi D'Angelo                     |
| Napoli - Caserta                              | Partito Comunista Italiano                    | Antonio D'Auria                    |
| Napoli - Caserta                              | Partito Comunista Italiano                    | Angelo Maria Jacazzi               |
| Napoli - Caserta                              | Partito Comunista Italiano                    | Vincenzo Raucci                    |
| Napoli - Caserta                              | Partito Comunista Italiano                    | Aldo Masullo                       |
| Napoli - Caserta                              | Movimento Sociale Italiano - Destra Nazionale | Giovanni Roberti                   |
| Napoli - Caserta                              | Movimento Sociale Italiano - Destra Nazionale | Achille Lauro                      |
| Napoli - Caserta                              | Movimento Sociale Italiano - Destra Nazionale | Gennaro Alfano                     |
| Napoli - Caserta                              | Movimento Sociale Italiano - Destra Nazionale | Umberto Chiacchio                  |
| Napoli - Caserta                              | Movimento Sociale Italiano - Destra Nazionale | Nicola Cotecchia                   |
| Napoli - Caserta                              | Movimento Sociale Italiano - Destra Nazionale | Ferdinando Di Nardo                |
| Napoli - Caserta                              | Movimento Sociale Italiano - Destra Nazionale | Pietro Pirolo                      |
| Napoli - Caserta                              | Partito Socialista Italiano                   | Francesco De Martino               |
| Napoli - Caserta                              | Partito Socialista Italiano                   | Pietro Lezzi                       |
| Napoli - Caserta                              | Partito Socialista Italiano                   | Antonio Caldoro                    |
| Napoli - Caserta                              | Partito Socialista Democratico Italiano       | Quirino Russo                      |
| Napoli - Caserta                              | Partito Socialista Democratico Italiano       | Alberto Ciampaglia                 |
| Napoli - Caserta                              | Partito Repubblicano Italiano                 | Francesco Compagna                 |
| Napoli - Caserta                              | Partito Liberale Italiano                     | Ferruccio De Lorenzo               |
| Benevento - Avellino - Salerno                | Democrazia Cristiana                          | Ciriaco De Mita                    |
| Benevento - Avellino - Salerno                | Democrazia Cristiana                          | Fiorentino Sullo                   |
| Benevento - Avellino - Salerno                | Democrazia Cristiana                          | Vincenzo Scarlato                  |
| Benevento - Avellino - Salerno                | Democrazia Cristiana                          | Bernardo D'Arezzo                  |
| Benevento - Avellino - Salerno                | Democrazia Cristiana                          | Gerardo Bianco                     |
| Benevento - Avellino - Salerno                | Democrazia Cristiana                          | Mario Vetrone                      |
| Benevento - Avellino - Salerno                | Democrazia Cristiana                          | Mario Valiante                     |
| Benevento - Avellino - Salerno                | Democrazia Cristiana                          | Domenico Pica                      |
| Benevento - Avellino - Salerno                | Democrazia Cristiana                          | Francesco Amodio                   |
| Benevento - Avellino - Salerno                | Democrazia Cristiana                          | Nicola Lettieri                    |
| Benevento - Avellino - Salerno                | Democrazia Cristiana                          | Giuseppe Gargani                   |
| Benevento - Avellino - Salerno                | Partito Comunista Italiano                    | Gaetano Di Marino                  |
| Benevento - Avellino - Salerno                | Partito Comunista Italiano                    | Tommaso Biamonte                   |
| Benevento - Avellino - Salerno                | Partito Comunista Italiano                    | Stefano Vetrano                    |
| Benevento - Avellino - Salerno                | Partito Comunista Italiano                    | Mario Cirillo                      |
| Benevento - Avellino - Salerno                | Movimento Sociale Italiano - Destra Nazionale | Alfredo Covelli                    |
| Benevento - Avellino - Salerno                | Movimento Sociale Italiano - Destra Nazionale | Antonio Guarra                     |
| Benevento - Avellino - Salerno                | Movimento Sociale Italiano - Destra Nazionale | Renato Palumbo                     |
| Benevento - Avellino - Salerno                | Partito Socialista Italiano                   | Lucio Mariano Brandi               |
| Benevento - Avellino - Salerno                | Partito Socialista Italiano                   | Enrico Quaranta                    |
| Benevento - Avellino - Salerno                | Partito Socialista Democratico Italiano       | Luigi Angrisani                    |
| Benevento - Avellino - Salerno                | Partito Liberale Italiano                     | Gennaro Papa                       |
| Benevento - Avellino - Salerno                | Partito Repubblicano Italiano                 | Ennio D'Aniello                    |
| Bari - Foggia                                 | Democrazia Cristiana                          | Aldo Moro                          |
| Bari - Foggia                                 | Democrazia Cristiana                          | Vito Lattanzio                     |
| Bari - Foggia                                 | Democrazia Cristiana                          | Vincenzo Russo                     |
| Bari - Foggia                                 | Democrazia Cristiana                          | Antonio Laforgia                   |
| Bari - Foggia                                 | Democrazia Cristiana                          | Stefano Cavaliere                  |
| Bari - Foggia                                 | Democrazia Cristiana                          | Renato Dell'Andro                  |
| Bari - Foggia                                 | Democrazia Cristiana                          | Donato De Leonardis                |
| Bari - Foggia                                 | Democrazia Cristiana                          | Gustavo De Meo                     |
| Bari - Foggia                                 | Democrazia Cristiana                          | Vittorio Salvatori                 |
| Bari - Foggia                                 | Democrazia Cristiana                          | Natale Pisicchio                   |
| Bari - Foggia                                 | Partito Comunista Italiano                    | Michele Pistillo                   |
| Bari - Foggia                                 | Partito Comunista Italiano                    | Mario Giannini                     |
| Bari - Foggia                                 | Partito Comunista Italiano                    | Giuseppe Gramegna                  |
| Bari - Foggia                                 | Partito Comunista Italiano                    | Mario Vincenzo Di Gioia            |
| Bari - Foggia                                 | Partito Comunista Italiano                    | Sergio Segre                       |
| Bari - Foggia                                 | Partito Comunista Italiano                    | Savino Giuseppe Vania              |
| Bari - Foggia                                 | Partito Comunista Italiano                    | Enrico Piccone                     |
| Bari - Foggia                                 | Movimento Sociale Italiano - Destra Nazionale | Ernesto De Marzio                  |
| Bari - Foggia                                 | Movimento Sociale Italiano - Destra Nazionale | Antonio Messeni Nemagna            |
| Bari - Foggia                                 | Movimento Sociale Italiano - Destra Nazionale | Michele Cassano                    |
| Bari - Foggia                                 | Partito Socialista Italiano                   | Vito Vittorio Lenoci               |
| Bari - Foggia                                 | Partito Socialista Italiano                   | Giuseppe Di Vagno                  |
| Bari - Foggia                                 | Partito Socialista Italiano                   | Michele Pellicani                  |
| Bari - Foggia                                 | Partito Socialista Democratico Italiano       | Michele Di Giesi                   |
| Lecce - Brindisi - Taranto                    | Democrazia Cristiana                          | Italo Giulio Caiati                |
| Lecce - Brindisi - Taranto                    | Democrazia Cristiana                          | Giacinto Urso                      |
| Lecce - Brindisi - Taranto                    | Democrazia Cristiana                          | Giuseppe Caroli                    |
| Lecce - Brindisi - Taranto                    | Democrazia Cristiana                          | Giuseppe Codacci Pisanelli         |
| Lecce - Brindisi - Taranto                    | Democrazia Cristiana                          | Mario Mazzarino                    |
| Lecce - Brindisi - Taranto                    | Democrazia Cristiana                          | Giuseppe Zurlo                     |
| Lecce - Brindisi - Taranto                    | Democrazia Cristiana                          | Francesco Rausa                    |
| Lecce - Brindisi - Taranto                    | Democrazia Cristiana                          | Beniamino De Maria                 |
| Lecce - Brindisi - Taranto                    | Democrazia Cristiana                          | Gabriele Semeraro                  |
| Lecce - Brindisi - Taranto                    | Partito Comunista Italiano                    | Alfredo Reichlin                   |
| Lecce - Brindisi - Taranto                    | Partito Comunista Italiano                    | Vito Angelini                      |
| Lecce - Brindisi - Taranto                    | Partito Comunista Italiano                    | Mario Foscarini                    |
| Lecce - Brindisi - Taranto                    | Partito Comunista Italiano                    | Livio Stefanelli                   |
| Lecce - Brindisi - Taranto                    | Partito Comunista Italiano                    | Pasquale Pascariello               |
| Lecce - Brindisi - Taranto                    | Movimento Sociale Italiano - Destra Nazionale | Pietro Sponziello                  |
| Lecce - Brindisi - Taranto                    | Movimento Sociale Italiano - Destra Nazionale | Clemente Manco                     |
| Lecce - Brindisi - Taranto                    | Partito Socialista Italiano                   | Mario Marino Guadalupi             |
| Lecce - Brindisi - Taranto                    | Partito Socialista Italiano                   | Claudio Signorile                  |
| Potenza - Matera                              | Democrazia Cristiana                          | Emilio Colombo                     |
| Potenza - Matera                              | Democrazia Cristiana                          | Michele Tantalo                    |
| Potenza - Matera                              | Democrazia Cristiana                          | Angelo Sanza                       |
| Potenza - Matera                              | Democrazia Cristiana                          | Nicola Lapenta                     |
| Potenza - Matera                              | Democrazia Cristiana                          | Raffaello Lospinoso Severini       |
| Potenza - Matera                              | Partito Comunista Italiano                    | Donato Scutari                     |
| Potenza - Matera                              | Partito Comunista Italiano                    | Nicola Cataldo                     |
| Potenza - Matera                              | Partito Socialista Italiano                   | Elvio Alfonso Salvatore            |
| Catanzaro - Cosenza - Reggio Calabria         | Democrazia Cristiana                          | Riccardo Misasi                    |
| Catanzaro - Cosenza - Reggio Calabria         | Democrazia Cristiana                          | Dario Antoniozzi                   |
| Catanzaro - Cosenza - Reggio Calabria         | Democrazia Cristiana                          | Ernesto Pucci                      |
| Catanzaro - Cosenza - Reggio Calabria         | Democrazia Cristiana                          | Sebastiano Vincelli                |
| Catanzaro - Cosenza - Reggio Calabria         | Democrazia Cristiana                          | Pietro Buffone                     |
| Catanzaro - Cosenza - Reggio Calabria         | Democrazia Cristiana                          | Guglielmo Nucci                    |
| Catanzaro - Cosenza - Reggio Calabria         | Democrazia Cristiana                          | Guido Mantella                     |
| Catanzaro - Cosenza - Reggio Calabria         | Democrazia Cristiana                          | Giuseppe Reale                     |
| Catanzaro - Cosenza - Reggio Calabria         | Democrazia Cristiana                          | Francesco Bova                     |
| Catanzaro - Cosenza - Reggio Calabria         | Democrazia Cristiana                          | Pietro Rende                       |
| Catanzaro - Cosenza - Reggio Calabria         | Partito Comunista Italiano                    | Pietro Ingrao                      |
| Catanzaro - Cosenza - Reggio Calabria         | Partito Comunista Italiano                    | Francesco Catanzariti              |
| Catanzaro - Cosenza - Reggio Calabria         | Partito Comunista Italiano                    | Epifanio Cataldo Giudiceandrea     |
| Catanzaro - Cosenza - Reggio Calabria         | Partito Comunista Italiano                    | Giovanni Lamanna                   |
| Catanzaro - Cosenza - Reggio Calabria         | Partito Comunista Italiano                    | Girolamo Tripodi                   |
| Catanzaro - Cosenza - Reggio Calabria         | Partito Comunista Italiano                    | Gino Picciotto                     |
| Catanzaro - Cosenza - Reggio Calabria         | Partito Comunista Italiano                    | Grazia Riga                        |
| Catanzaro - Cosenza - Reggio Calabria         | Partito Socialista Italiano                   | Giacomo Mancini                    |
| Catanzaro - Cosenza - Reggio Calabria         | Partito Socialista Italiano                   | Francesco Principe                 |
| Catanzaro - Cosenza - Reggio Calabria         | Partito Socialista Italiano                   | Salvatore Frasca                   |
| Catanzaro - Cosenza - Reggio Calabria         | Movimento Sociale Italiano - Destra Nazionale | Antonino Tripodi                   |
| Catanzaro - Cosenza - Reggio Calabria         | Movimento Sociale Italiano - Destra Nazionale | Raffaele Valensise                 |
| Catanzaro - Cosenza - Reggio Calabria         | Movimento Sociale Italiano - Destra Nazionale | Fortunato Aloi                     |
| Catanzaro - Cosenza - Reggio Calabria         | Partito Socialista Democratico Italiano       | Costantino Belluscio               |
| Catania - Messina - Siracusa - Ragusa - Enna  | Democrazia Cristiana                          | Antonino Gullotti                  |
| Catania - Messina - Siracusa - Ragusa - Enna  | Democrazia Cristiana                          | Antonino Drago                     |
| Catania - Messina - Siracusa - Ragusa - Enna  | Democrazia Cristiana                          | Salvatore Urso                     |
| Catania - Messina - Siracusa - Ragusa - Enna  | Democrazia Cristiana                          | Vincenzo Pavone                    |
| Catania - Messina - Siracusa - Ragusa - Enna  | Democrazia Cristiana                          | Concetto Lo Bello                  |
| Catania - Messina - Siracusa - Ragusa - Enna  | Democrazia Cristiana                          | Domenico Magrì                     |
| Catania - Messina - Siracusa - Ragusa - Enna  | Democrazia Cristiana                          | Antonino Perrone                   |
| Catania - Messina - Siracusa - Ragusa - Enna  | Democrazia Cristiana                          | Niccolò Grassi Bertazzi            |
| Catania - Messina - Siracusa - Ragusa - Enna  | Democrazia Cristiana                          | Giuseppe Azzaro                    |
| Catania - Messina - Siracusa - Ragusa - Enna  | Democrazia Cristiana                          | Francesco Turnaturi                |
| Catania - Messina - Siracusa - Ragusa - Enna  | Democrazia Cristiana                          | Enrico Spadola                     |
| Catania - Messina - Siracusa - Ragusa - Enna  | Democrazia Cristiana                          | Marcello Sgarlata                  |
| Catania - Messina - Siracusa - Ragusa - Enna  | Partito Comunista Italiano                    | Cesare Terranova                   |
| Catania - Messina - Siracusa - Ragusa - Enna  | Partito Comunista Italiano                    | Giuseppa Mendola                   |
| Catania - Messina - Siracusa - Ragusa - Enna  | Partito Comunista Italiano                    | Alfredo Bisignani                  |
| Catania - Messina - Siracusa - Ragusa - Enna  | Partito Comunista Italiano                    | Giuseppe Guglielmino               |
| Catania - Messina - Siracusa - Ragusa - Enna  | Partito Comunista Italiano                    | Benito Cerra                       |
| Catania - Messina - Siracusa - Ragusa - Enna  | Partito Comunista Italiano                    | Giuseppe Mancuso                   |
| Catania - Messina - Siracusa - Ragusa - Enna  | Partito Comunista Italiano                    | Filippo Traina                     |
| Catania - Messina - Siracusa - Ragusa - Enna  | Movimento Sociale Italiano - Destra Nazionale | Saverio D'Aquino                   |
| Catania - Messina - Siracusa - Ragusa - Enna  | Movimento Sociale Italiano - Destra Nazionale | Orazio Santagati                   |
| Catania - Messina - Siracusa - Ragusa - Enna  | Movimento Sociale Italiano - Destra Nazionale | Giuseppe Calabrò                   |
| Catania - Messina - Siracusa - Ragusa - Enna  | Movimento Sociale Italiano - Destra Nazionale | Vincenzo Trantino                  |
| Catania - Messina - Siracusa - Ragusa - Enna  | Movimento Sociale Italiano - Destra Nazionale | Antonino Giuseppe Buttafuoco       |
| Catania - Messina - Siracusa - Ragusa - Enna  | Movimento Sociale Italiano - Destra Nazionale | Giuseppe Tortorella                |
| Catania - Messina - Siracusa - Ragusa - Enna  | Partito Socialista Italiano                   | Armando Cascio                     |
| Catania - Messina - Siracusa - Ragusa - Enna  | Partito Socialista Italiano                   | Salvatore Fausto Fagone            |
| Catania - Messina - Siracusa - Ragusa - Enna  | Partito Liberale Italiano                     | Antonio Mazzarino                  |
| Catania - Messina - Siracusa - Ragusa - Enna  | Partito Socialista Democratico Italiano       | Giuseppe Lupis                     |
| Catania - Messina - Siracusa - Ragusa - Enna  | Partito Repubblicano Italiano                 | Pasquale Bandiera                  |
| Palermo - Trapani - Agrigento - Caltanissetta | Democrazia Cristiana                          | Giovanni Gioia                     |
| Palermo - Trapani - Agrigento - Caltanissetta | Democrazia Cristiana                          | Giuseppe Sinesio                   |
| Palermo - Trapani - Agrigento - Caltanissetta | Democrazia Cristiana                          | Francesco Restivo                  |
| Palermo - Trapani - Agrigento - Caltanissetta | Democrazia Cristiana                          | Attilio Ruffini                    |
| Palermo - Trapani - Agrigento - Caltanissetta | Democrazia Cristiana                          | Salvatore Lima                     |
| Palermo - Trapani - Agrigento - Caltanissetta | Democrazia Cristiana                          | Ferdinando Russo                   |
| Palermo - Trapani - Agrigento - Caltanissetta | Democrazia Cristiana                          | Calogero Volpe                     |
| Palermo - Trapani - Agrigento - Caltanissetta | Democrazia Cristiana                          | Luigi Giglia                       |
| Palermo - Trapani - Agrigento - Caltanissetta | Democrazia Cristiana                          | Aldo Bassi                         |
| Palermo - Trapani - Agrigento - Caltanissetta | Democrazia Cristiana                          | Giuseppe La Loggia                 |
| Palermo - Trapani - Agrigento - Caltanissetta | Democrazia Cristiana                          | Calogero Pumilia                   |
| Palermo - Trapani - Agrigento - Caltanissetta | Democrazia Cristiana                          | Giovanni Matta                     |
| Palermo - Trapani - Agrigento - Caltanissetta | Democrazia Cristiana                          | Gaetano Di Leo                     |
| Palermo - Trapani - Agrigento - Caltanissetta | Partito Comunista Italiano                    | Emanuele Macaluso                  |
| Palermo - Trapani - Agrigento - Caltanissetta | Partito Comunista Italiano                    | Pio La Torre                       |
| Palermo - Trapani - Agrigento - Caltanissetta | Partito Comunista Italiano                    | Nazareno Vitali                    |
| Palermo - Trapani - Agrigento - Caltanissetta | Partito Comunista Italiano                    | Vincenzo Miceli                    |
| Palermo - Trapani - Agrigento - Caltanissetta | Partito Comunista Italiano                    | Salvatore Riela                    |
| Palermo - Trapani - Agrigento - Caltanissetta | Partito Comunista Italiano                    | Salvatore La Marca                 |
| Palermo - Trapani - Agrigento - Caltanissetta | Partito Comunista Italiano                    | Alessandro Ferretti                |
| Palermo - Trapani - Agrigento - Caltanissetta | Movimento Sociale Italiano - Destra Nazionale | Angelo Nicosia                     |
| Palermo - Trapani - Agrigento - Caltanissetta | Movimento Sociale Italiano - Destra Nazionale | Antonino Macaluso                  |
| Palermo - Trapani - Agrigento - Caltanissetta | Movimento Sociale Italiano - Destra Nazionale | Edoardo Marino                     |
| Palermo - Trapani - Agrigento - Caltanissetta | Movimento Sociale Italiano - Destra Nazionale | Guido Lo Porto                     |
| Palermo - Trapani - Agrigento - Caltanissetta | Partito Socialista Italiano                   | Salvatore Lauricella               |
| Palermo - Trapani - Agrigento - Caltanissetta | Partito Socialista Italiano                   | Vito Cusumano                      |
| Palermo - Trapani - Agrigento - Caltanissetta | Partito Socialista Italiano                   | Giovanni Ottorino Musotto          |
| Palermo - Trapani - Agrigento - Caltanissetta | Partito Socialista Democratico Italiano       | Leonardo Pandolfo                  |
| Palermo - Trapani - Agrigento - Caltanissetta | Partito Repubblicano Italiano                 | Aristide Gunnella                  |
| Palermo - Trapani - Agrigento - Caltanissetta | Partito Liberale Italiano                     | Benedetto Cottone                  |
| Cagliari - Sassari - Nuoro - Oristano         | Democrazia Cristiana                          | Francesco Cossiga                  |
| Cagliari - Sassari - Nuoro - Oristano         | Democrazia Cristiana                          | Gianuario Carta                    |
| Cagliari - Sassari - Nuoro - Oristano         | Democrazia Cristiana                          | Beppe Pisanu                       |
| Cagliari - Sassari - Nuoro - Oristano         | Democrazia Cristiana                          | Angelo Becciu                      |
| Cagliari - Sassari - Nuoro - Oristano         | Democrazia Cristiana                          | Pietro Riccio                      |
| Cagliari - Sassari - Nuoro - Oristano         | Democrazia Cristiana                          | Lorenzo Isgrò                      |
| Cagliari - Sassari - Nuoro - Oristano         | Democrazia Cristiana                          | Carlo Molè                         |
| Cagliari - Sassari - Nuoro - Oristano         | Democrazia Cristiana                          | Maria Giulia Cocco                 |
| Cagliari - Sassari - Nuoro - Oristano         | Partito Comunista Italiano                    | Umberto Cardia                     |
| Cagliari - Sassari - Nuoro - Oristano         | Partito Comunista Italiano                    | Giovanni Berlinguer                |
| Cagliari - Sassari - Nuoro - Oristano         | Partito Comunista Italiano                    | Luigi Marras                       |
| Cagliari - Sassari - Nuoro - Oristano         | Partito Comunista Italiano                    | Mario Pani                         |
| Cagliari - Sassari - Nuoro - Oristano         | Partito Comunista Italiano-Indipendenti       | Michele Columbu                    |
| Cagliari - Sassari - Nuoro - Oristano         | Movimento Sociale Italiano - Destra Nazionale | Enrico Endrich                     |
| Cagliari - Sassari - Nuoro - Oristano         | Movimento Sociale Italiano - Destra Nazionale | Alfredo Pazzaglia                  |
| Cagliari - Sassari - Nuoro - Oristano         | Partito Socialista Italiano                   | Giuseppe Tocco                     |
| Cagliari - Sassari - Nuoro - Oristano         | Partito Socialista Democratico Italiano       | Salvatore Cottoni                  |
| Valle d'Aosta                                 | Union Valdôtaine                              | Emilio Chanoux                     |
| Trieste                                       | Democrazia Cristiana                          | Corrado Belci                      |
| Trieste                                       | Democrazia Cristiana                          | Giacomo Bologna                    |
| Trieste                                       | Partito Comunista Italiano                    | Albino Skerk                       |
| Trieste                                       | Movimento Sociale Italiano - Destra Nazionale | Renzo De Vidovich                  |